# Rapsomates
Rapsomates (mittelgriechisch Ῥαψομάτης; † nach 1092/1093) war ein byzantinischer Rebell gegen Kaiser Alexios I.

## Leben
Rapsomates (der Name bedeutet „der mit den vernähten Augenlidern“; die heute übliche Transkription wäre Rhapsomates) wurde von Alexios I. zum Gouverneur (Dux) von Zypern ernannt. Im Jahr 1092 zettelte er, vermutlich in Absprache mit seinem kretischen Amtskollegen Karykes, eine Revolte gegen den Kaiser an. Alexios I. entsandte eine große Flotte unter dem Kommando seines Schwagers, des Megas Dux Johannes Dukas, der sich gerade in der Ägäis mit dem seldschukischen Piraten Çaka Bey auseinanderzusetzen hatte.
Nachdem Johannes Dukas Kreta kampflos eingenommen hatte, wandte er sich gegen Zypern, wo er zunächst die Festung Kyrenia an der Nordküste im Handstreich nahm. Als Rapsomates dies erfuhr, brach er mit einer Streitmacht von Leukosia auf, besetzte die Höhen um Kyrenia und schlug dort sein Lager auf. Am folgenden Tag kam es zur offenen Feldschlacht, in der Rapsomates von einem Teil seiner Gefolgsleute im Stich gelassen wurde. Er ergriff die Flucht, wurde aber von Manuel Botumides auf der Flucht bei Nemesos gefangen genommen und nach Leukosia zu Johannes Dukas gebracht, der somit auch diese strategisch wichtige Mittelmeerinsel wieder unter kaiserliche Kontrolle gebracht hatte. Was danach aus Rapsomates wurde, ist unbekannt.